# Violencia doméstica
La violencia doméstica, violencia familiar o violencia intrafamiliar es un concepto utilizado para referirse a «la violencia ejercida en el terreno de la convivencia asimilada, por parte de uno de los miembros contra otro, contra algunos de los demás o contra todos ellos». Comprende todos aquellos actos violentos, desde el empleo de la fuerza física, hasta el hostigamiento, el acoso, o la intimidación, que se producen en el hogar, y que perpetra al menos un miembro de la familia contra algún otro familiar.
El término incluye una amplia variedad de fenómenos, entre los que se encuentran algunos componentes de la violencia de mujer a hombre, violencia contra las mujeres, violencia intragénero, maltrato infantil, violencia filio-parental y abuso de ancianos.
La falta de recursos económicos en las familias así como las condiciones adversas para el cuidado de sus integrantes, son detonantes de la violencia doméstica, tanto para las mujeres como para los menores y personas mayores. Así, la actual coyuntura económica se presenta como un factor generador de violencia doméstica en aquellos domicilios en los que la falta de recursos es patente, según el doctor José Romero-Urcelay, director Clínico del Departamento de Trastornos de la Personalidad en el Hospital Broadmoor (Inglaterra), durante su intervención en el XX Curso de Actualización en Psiquiatría, en Vitoria.
Un tema muy importante a abordar acerca de la violencia doméstica en contextos de pareja es el poder evaluar el riesgo que hay de sufrirla. Para ello se puede contar con: El Spousal Assault Risk Assessment (SARA). Esta es una herramienta desarrollada por Kropp y Hart en 1995, se basa en la evaluación de 20 factores de riesgo agrupados en 4 categorías (historia delictiva, ajuste psicosocial, historia de violencia de pareja y delito actual). La presencia de los factores de riesgo se codifica en una escala de tres puntos (0=ausencia, 2=presencia)
Según estudios realizados por Kropp y Hart (2004), el SARA ha demostrado ser una herramienta confiable y válida para evaluar el riesgo en casos de hombres adultos. Aunque por otro lado también presenta limitaciones como son: su dependencia del juicio subjetivo del evaluador y su falta de aplicabilidad en ciertos contextos, por ejemplo en relaciones del mismo sexo o casos en los que la mujer es la agresora. A pesar de estas limitaciones, el SARA ha tenido un impacto significativo en la protección de las víctimas y en la planificación de estrategias de intervención en violencia doméstica.

## Terminología de la violencia doméstica o intrafamiliar
La violencia familiar incluye toda violencia ejercida por uno o varios miembros de la familia contra otro u otros miembros de la familia. La violencia contra la infancia, la violencia contra la mujer y la violencia contra las personas dependientes y los ancianos son las violencias más frecuentes en el ámbito de la familia. No siempre viene ejercida por el más fuerte física o económicamente dentro de la familia, siendo en ocasiones razones psicológicas (véase síndrome de Estocolmo) las que impiden a la víctima de pegarse
Algunos estudios concluyen que las personas provenientes de hogares donde existe maltrato o violencia psicológica o cualquier otro tipo de violencia, son 15 veces más propensas a manifestar algún tipo de maltrato en su etapa adulta.
La violencia psicológica es la forma de agresión en la que la mayoría de los países las personas afectadas casi nunca tienen posibilidad de actuación, ya que en este caso se unen la falta de opciones legales de denuncia y protección frente a esta forma de violencia.
Las señales de violencia son más fáciles de ocultar si son de carácter emocional, pues las mujeres no aceptan el maltrato de forma “pasiva”. Según estudios realizados, la mayoría de las mujeres maltratadas no la aceptaban y trataban de oponerse a dicho maltrato. Estas acciones de defensa hicieron que la violencia psicológica se viera como una agresión mutua y que algunas instituciones la catalogaran como un conflicto de pareja. Sin embargo, de un estudio sobre la violencia doméstica se desprende que solo dos de las mujeres entrevistadas aceptaron que eran agredidas emocionalmente, antes de ser maltratadas físicamente. En determinados países de Sudamérica y, gracias a diferentes campañas publicitarias, se ha intentado promover un mayor nivel de conciencia acerca del maltrato psicológico.
Se podría definir la violencia familiar como toda acción u omisión cometida en el seno de la familia por uno de sus miembros, que menoscaba la vida o la integridad física, o psicológica, o incluso la libertad de otro de sus miembros, y que causa un serio daño al desarrollo de su personalidad.

## Relación entre género y violencia
No existe consenso entre investigadores respecto a la relación entre el género y este tipo de violencia, por lo que es un tema controvertido donde persiste cierta confusión a la hora de definir sus respectivas tipologías —violencia de género contra violencia doméstica—; actualmente se observa un debate acerca de las tasas de víctimas para cada género y si los hombres maltratados deben contar con los mismos recursos y refugios que están disponibles para las mujeres víctimas. En particular, algunos estudios sugieren que los hombres son menos propensos a ser víctimas de la violencia doméstica debido a los estigmas sociales. Otras fuentes, sin embargo, sostienen que la tasa de violencia doméstica contra los hombres se inflan debido a la práctica de la inclusión de la legítima defensa como una forma de violencia doméstica.

## Tipos de violencia doméstica
Habitualmente este tipo de violencia no se produce de forma aislada, sino que sigue un patrón constante en el tiempo. Los principales sujetos pasivos son las mujeres, niños y personas dependientes. Lo que todas las formas de violencia familiar tienen en común es que constituyen un abuso de poder y de confianza. Dada la complejidad y variedad del fenómeno, es muy difícil conocer sus dimensiones globales.

### Violencia psicológica
La violencia psicológica, también conocida como violencia emocional, es una forma de maltrato, por lo que se encuentra en una de las categorías dentro de la violencia doméstica. La intención que trae consigo la violencia psicológica es humillar, hacer sentir mal e inseguro a un individuo, deteriorando su propio valor. Difiere del maltrato físico ya que este es sutil y es mucho más difícil de percibirlo o detectarlo. Se manifiesta a través de palabras hirientes, humillaciones, gritos e insultos. Este trastorno puede tener bases en la infancia de las personas cuando hay falta de atención por parte de los padres o familiares y violencia intrafamiliar.  Las personas que tienden a vivir violencia dentro del hogar suelen afrontar relaciones abusivas psicológicamente cuando crecen, ya que las vivencias violentas a las que estuvieron expuestos les abre una brecha para ser la persona que ejerza la violencia o sean abusadas nuevamente.  

### Violencia contra los adultos mayores
El síndrome de la abuela esclava es otra forma de maltrato frecuente en el siglo XXI, descrito sobre todo en países hispanoamericanos, que afecta a mujeres adultas con gran carga familiar, voluntariamente aceptada durante muchos años, pero que al avanzar la edad se torna excesiva. Si la mujer no expresa claramente su agotamiento (o lo oculta), y sus hijos no lo aprecian y le ponen remedio, la sobrecarga inadecuada provoca o agrava diversas enfermedades comunes: hipertensión arterial, diabetes, cefaleas, depresión, ansiedad y artritis. Estas manifestaciones no curan adecuadamente si no se reduce apropiadamente la sobrecarga excesiva. Ocasionalmente puede provocar suicidios, activos o pasivos
El Síndrome de los Abuelos Fantasmas: En este tipo de violencia los abuelos son tan ignorados que nadie los ve ni los escucha, simplemente llegan a ser un mueble más de la casa. Los hijos creen que darles de comer y darles un espacio para vivir, es suficiente para satisfacer sus necesidades y no se dan cuenta de que eso, es lo de menos. Ya que lo que desean estos abuelos es ser queridos, tomados en cuenta, sentirse útiles y amados.
Esta violencia contra las personas de la tercera edad trae como consecuencia la depresión que puede llegar al suicidio y acarrear múltiples enfermedades, ya que las personas en su afán de querer morir no se atienden de sus padecimientos y como en un círculo vicioso genera más trastornos todavía.
Los niños que suelen estar presentes durante la violencia y los que presencian pueden sufrir problemas emocionales y de comportamiento. Los investigadores indican que la violencia en la familia a los niños los afecta en tres maneras: en la salud, educación y el uso de violencia en su propia vida. Se ha comprobado que los niños que presencia la violencia manifiestan un grado mayor de depresión, ansiedad, síntomas de trauma y problema de temperamentos.

### Violencia contra la mujer en la pareja
La idea de la sumisión de la mujer como mejor forma para asegurar la paz dentro del matrimonio está todavía arraigada entre nosotros.
Inés Alberdi

Gráfico de la prevalencia (por millón) de la violencia contra mujeres en las relaciones de pareja por país.

La violencia contra la mujer por parte de su pareja o expareja está generalizada en el mundo, dándose en todos los grupos sociales independientemente de su nivel económico, cultural o cualquier otra consideración. Aun siendo de difícil cuantificación, dado que no todos los casos trascienden más allá del ámbito de la pareja, se supone que un elevado número de mujeres sufren o han sufrido este tipo de violencia. Estudios realizados en países por desarrollar arrojan una cifra de maltrato en torno al 20%, encontrándose los índices más bajos en países de Europa, en Estados Unidos, Canadá, Australia y Japón con cifras en torno al 3 %.
La mayoría de las víctimas oculta que existan esos problemas por temor a ser juzgadas en la sociedad. La indecisión es una de las causas para no admitir la situación así como el estereotipo dominante de la feminidad en Occidente, donde no se considera como atributo de las mujeres el ejercicio de la violencia activa.
También entra el aspecto de la educación y del entorno social que se vive desde niños, a un hombre que es maltratado psíquica o físicamente por su pareja, se le atribuye que es un hombre "débil", o es agredido por sus amigos o compañeros de trabajo y es precisamente por esto que no está dispuesto a denunciar y mucho menos a buscar ayuda. Esto es una consecuencia directa del machismo, ya que socialmente se considera débiles a las mujeres y por lo tanto incapaces de maltratar a los hombres.
Unas de las consecuencias de la violencia doméstica es la depresión. Las mujeres que sufren violencia doméstica corren un mayor riesgo de estrés y trastorno de ansiedad, en particular los trastornos resultantes del estrés postraumático. El intento de suicidio y depresión se conectan estrechamente la violencia en pareja.  También tienden a sufrir problemas de salud, como enfermedades cardiacas o derrames cerebrales. La violencia contra la mujer impide que participen plenamente en sus comunidades en los planos económicos y sociales. Las mujeres en violencia tienen menos probabilidades de tener empleo.
En la pareja, el maltrato contra la mujer tiene unas causas específicas: los intentos del hombre por dominar a la mujer, la baja estima que determinados hombres tienen de las mujeres; causas que persiguen instaurar una relación de dominio mediante desprecios, amenazas y golpes.
Los hombres que maltratan a su pareja son motivados por una necesidad de dominar y controlar a su pareja. En una revisión de múltiplos trabajos los principales resultantes indican que los agresores suelen presentar con frecuencia alteraciones psicológicas como falta de control sobre ira, dificultades en la expresión de emociones, déficits de habilidades de comunicación y de solución de problema y baja autoestima.“Existen diferentes tipos de hombres violentos —agresores limitados al ámbito familiar, agresores con características borderline/disfóricas y agresores violentos en general/antisociales— que requieren programas de tratamiento, adaptados a sus características y necesidades específicas” pág. 27.
Los rasgos más visibles del maltrato son los golpes y los asesinatos, los cuales trascienden del ámbito de la pareja; sin embargo, los maltratos de baja intensidad, los maltratos psíquicos que, mantenidos en el tiempo, socavan la autoestima de la mujer, son los que mayoritariamente se dan. Cuando trasciende un caso de maltratos, la mujer puede llevar años sufriéndolos. Y si los maltratos pueden producirse en cualquier etapa de la historia de la pareja, es en el momento de la ruptura y tras esta, si se produce, cuando llegan a exacerbarse.

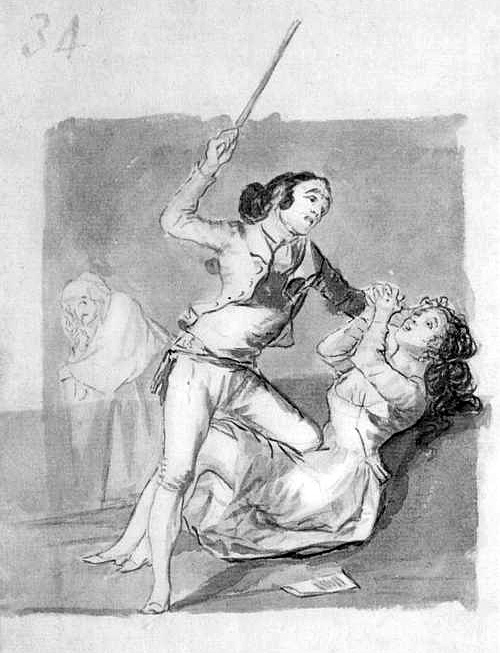
«Mujer maltratada con un bastón»,imajen o dibujo de Goya.

Es por esto que, en la búsqueda de prevenir la violencia, se trata de dar herramientas a los adolescentes para identificar los rasgos típicos de las personas violentas y ser conscientes de esa violencia de baja intensidad que comienza generalmente antes del matrimonio, durante el noviazgo. Así nace el concepto de violencia en el noviazgo.
Es frecuente tratar el tema de los maltratos como casos individuales. Los agresores sufrirían una serie de trastornos que les conducirían a maltratar a la mujer y a esta, en su fragilidad, a recibirlos. Esta sería una visión del problema tranquilizadora que no pondría en cuestión el modelo patriarcal.

El modelo psicopatológico explica la violencia como resultado de conductas desviadas propias de ciertos individuos cuya historia personal está caracterizada por una grave perturbación. Este enfoque, al fin y al cabo tranquilizador, habla de un «otro», un «enfermo» o «delincuente», al que, después de examinarlo, se le puede castigar o tratar médicamente.

Desde el punto de vista feminista, la violencia masculina se percibe como un mecanismo de control social que mantiene la subordinación de las mujeres respecto de los hombres. La violencia contra las mujeres se deriva de un sistema social cuyos valores y representaciones asignan a la mujer el estatus de sujeto dominado.
Maryse Jaspard.

Las consecuencias últimas de la violencia contra la mujer en la pareja son la de decenas o cientos de mujeres muertas cada año, en diferentes países, a manos de sus parejas o exparejas. Y en muchos casos, esta violencia a manos de sus parejas o exparejas contra la mujer quien es madre además del estrés postraumático que puede seguir produzcan efectos muy negativos para el desarrollo psicológico de los niños en el hogar.
Las consecuencias de estos (y de cualquier otro tipo de maltrato) son que la autoestima de la mujer disminuye y afecta el desarrollo emocional. Además, si no existe un avance o solución previa en la mujer suele entrar en relaciones en las que se repite este patrón de maltrato, cayendo en un círculo vicioso. La baja autoestima se refleja mucho en el ámbito escolar o laboral; la mujer tiene problemas de identidad y mucha dificultad en cuanto al manejo de la agresividad, se le dificulta construir relaciones afectivas debido a la desconfianza hacia las demás personas. pueden aprovechar esa confiansa incluso telastimaria asta matarte °F
La violencia contra la mujer adquiere especial relevancia, gravedad y consecuencias cuando se sufre durante el embarazo. Si todavía cabe mayor gravedad en una escala de malos tratos, se debería considerar a la embarazada adolescente (menor de edad) sometida a vejaciones y malos tratos. El sufrimiento personal y las complicaciones del embarazo son de extrema gravedad y repercusión tanto en la madre como en el producto de la gestación.
El Estudio de la OMS se centró, principalmente, en la violencia contra la mujer infligida por su pareja. Dicha violencia incluye la violencia física, sexual y psíquica y los comportamientos dominantes por parte de sus parejas actuales o anteriores, y comprende tanto la situación actual de las mujeres entrevistadas como sus experiencias anteriores. Este informe se centra, fundamentalmente, en las experiencias de violencia física y sexual notificadas por las mujeres, en particular a la hora de evaluar el vínculo de dicha violencia con las repercusiones para la salud, debido a la dificultad que supone cuantificar coherentemente el maltrato psíquico en las distintas culturas.

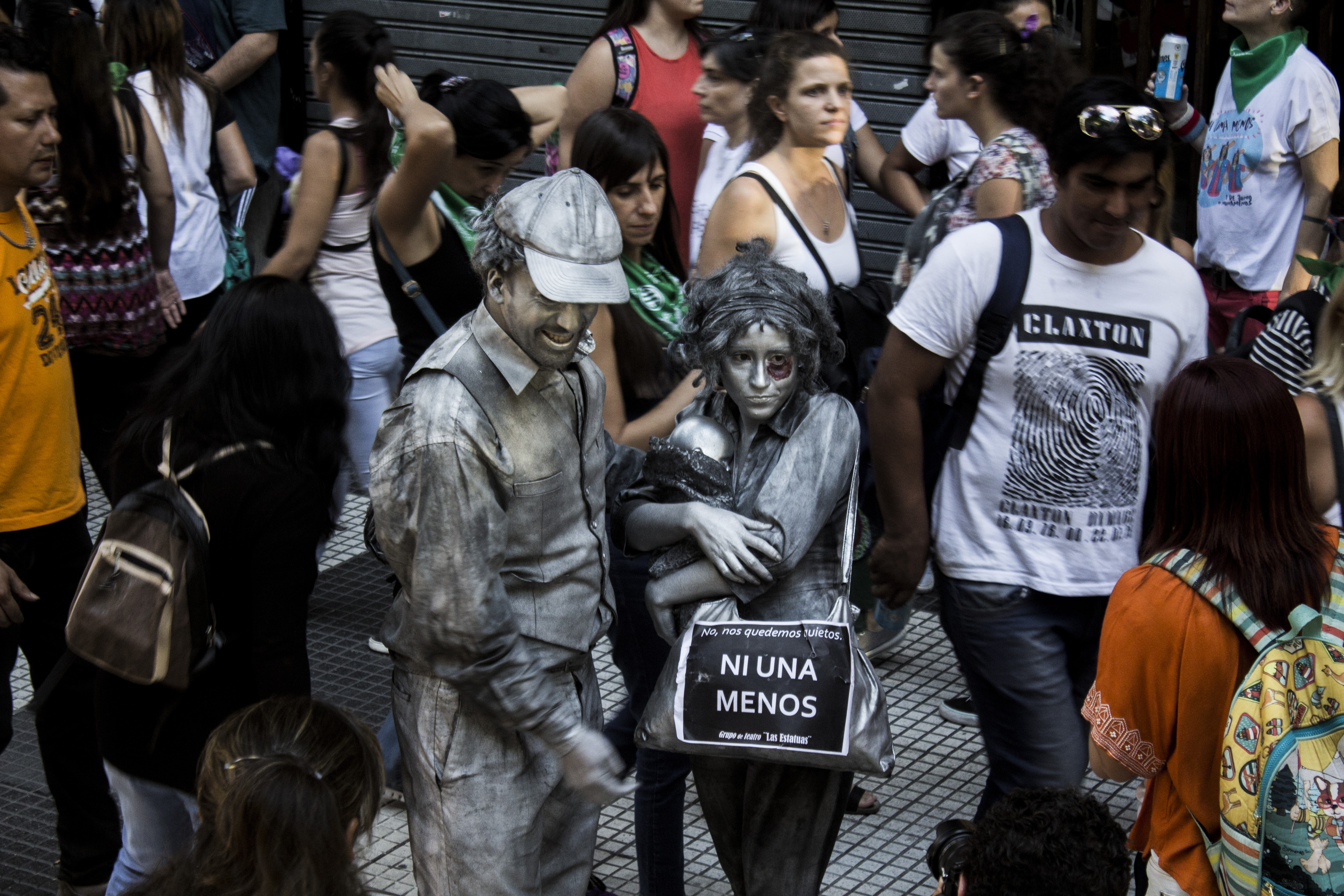
Performance durante el paro internacional de mujeres en denuncia de la violencia doméstica

Los resultados indican que la violencia infligida por la pareja (también denominada “violencia doméstica”) se halla extendida en todos los países donde se realizó el Estudio. No obstante, se registraron numerosas variaciones entre países y entre entornos dentro de un mismo país. Si bien se observaron diferencias en función de la edad, el estado civil y el nivel de instrucción, estos factores sociodemográficos no explicaron las divergencias que se encontraron entre los distintos entornos.
El porcentaje de mujeres que habían tenido pareja alguna vez y que habían sufrido violencia física o sexual, o ambas, por parte de su pareja a lo largo de su vida oscilaba entre el 15 % y el 71 %, aunque en la mayoría de los entornos se registraron índices comprendidos entre el 24 % y el 53 %. Las mujeres japonesas eran las que habían experimentado menos violencia física o sexual, o ambas, infligida por su pareja, mientras que el mayor número de experiencias violentas se registraba en entornos provinciales (fundamentalmente de población rural) en Bangladés, Etiopía, Perú y la República Unida de Tanzanía. Sin embargo, incluso en Japón, cerca del 15% de las mujeres que habían tenido pareja alguna vez declaró haber sido objeto de violencia física o sexual, o ambas, en algún momento de su vida. En el último año, los porcentajes de mujeres que habían sido víctimas de violencia a manos de su pareja oscilaban entre un 4 % en Japón y en Serbia y Montenegro.

### Violencia contra el hombre en la pareja
La violencia doméstica contra el varón —en el contexto de la violencia doméstica— se refiere a aquellas acciones violentas donde el rol de agresor es tomado por la mujer en las parejas heterosexuales o bien, por uno de los dos varones en aquellas parejas de carácter homosexual.
Como en la violencia doméstica contra las mujeres, la violencia contra los hombres puede constituir un crimen, pero hay gran variación entre las leyes de distintas jurisdicciones.
A pesar de numerosos estudios que informan sobre la preponderancia con que la violencia doméstica es perpetrada por los varones contra las mujeres, otros estudios sugieren que las tasas de violencia doméstica de las mujeres y los hombres son equivalentes. Eso ha generado muchas controversias y discusiones entre los investigadores.
Algunos autores indican que tanto en la violencia doméstica contra las mujeres como en la que es realizada contra los hombres se pueden encontrar motivos similares, mientras que la idea de que el hombre pueda ser víctima de la mujer genera resistencias y no está exenta de controversias; por ejemplo, existe el sesgo al entender la idea de violencia física como la única forma de violencia realmente importante, y dicha violencia es cometida en mayor medida por el varón.
Mientras que las mujeres que experimentan violencia doméstica son abiertamente alentadas a reportarla a las autoridades, se ha argumentado que los varones que experimentan tal violencia a menudo encuentran presiones contrarias a su denuncia, y que aquellos que lo hacen enfrentan el estigma social, en cuanto a la percepción de «falta de hombría» y otras cuestiones que están influenciadas por los roles de género arraigados.: 6 
En el Perú alrededor de 6149 varones son víctimas de violencia a nivel nacional, esto representa el 15 % de todas las denuncias presentadas por violencia. los varones víctimas de esto no denuncian por temor a las burlas y al rechazo de familiares y amigos.

### Violencia contra los niños
La detección del niño expuesto a violencia doméstica puede llegar por diversos caminos; el más común de ellos es que la madre haya hecho una consulta y revele la situación. El problema también puede salir a la luz porque otro profesional, como el pediatra o profesor lo haya detectado, o porque el propio niño lo verbalice.
Las condiciones asociadas a situaciones de maltrato, impiden el desarrollo normal a lo largo de la infancia y sitúan al niño a alto riesgo de desarrollar psicopatología (Cicchetti y Toth, 1997). Para conocer las consecuencias psicológicas de la violencia doméstica en los niños se hace necesaria la evaluación de su estado cognoscitivo, emocional y conductual (Osofsky, 1999). Las alteraciones que presente varían según la etapa evolutiva en la que se encuentra.
En preescolares, la exposición a violencia doméstica se asocia a irritabilidad excesiva, regresión en el lenguaje y control de esfínteres, problemas de sueño (insomnio, sonambulismo), ansiedad de separación, dificultades en el desarrollo normal de la autoconfianza y de posteriores conductas de exploración, relacionadas todas ellas con la autonomía (Osofsky, 1999). Los síntomas de Trastorno por Estrés Postraumático (TEPT), como reexperiencia repetida del evento traumático, evitación, y aumento del arousal, también están presentes en niños pequeños.
En la etapa preescolar se suele contar con la información de la madre o de otros adultos significativos. El Child Behaviour Checklist (CBCL1½-5 y TRF1½-5; Achenbach y Rescorla, 2001), contestado por la madre o por los profesores, permiten obtener un perfil sintomatológico general de los problemas conductuales y emocionales de los niños de estas edades.
El cuestionario Interactivo Gabi (adaptación al español de Dominic Interactive; Valla, Bergeron, y Smolla, 2000) es un autoinforme de cribado de sintomatología psicopatológica para niños de 6 a 11 años. Se presenta en formato audiovisual con dibujos sobre un niño o una niña llamados Gabi. Cada ítem describe una situación que le sucede al personaje y el niño debe contestar si le sucede lo mismo a él. Se evalúan 8 escalas (fobias específicas, ansiedad de separación, ansiedad generalizada, depresión/ distimia, oposición, problemas de conducta, déficit de atención/hiperactividad y puntos fuertes/capacidades).
Los niños en edad escolar muestran síntomas de ansiedad, depresión, conducta agresiva y estrés postraumático, así como otros problemas asociados como dificultades para dormir, concentrarse y para afrontar las peculiaridades de su entorno. Sus actitudes, competencia social y su funcionamiento escolar se ven afectados y, a medida que crecen, tienen mayor riesgo de presentar fracaso escolar, cometer actos vandálicos y presentar psicopatología, incluyendo abuso de sustancias (Osofsky, 1999). Los adolescentes que son testigos de violencia doméstica presentan mayores índices de implicación en actos criminales (Fagan, 2003) y tienden a justificar el uso de la violencia en sus relaciones amorosas (Lichter y McCloskey, 2004).

### Violencia filio-parental
La violencia filio-parental (VFP) o violencia de los hijos a los padres es el conjunto de conductas reiteradas de agresiones físicas (golpes, empujones, arrojar objetos), verbales (insultos repetidos, amenazas) o no verbales (gestos amenazadores, ruptura de objetos apreciados) dirigida a los padres o a los adultos que ocupan su lugar.
Se incluyen, entonces, las amenazas y los insultos, ya sean realizados a través de gestos o verbalizaciones, las agresiones físicas de cualquier tipo, o la ruptura consciente de objetos apreciados por el agredido. Además, la violencia debe ir dirigida contra los padres o aquellas figuras parentales que les sustituyan: tutores, educadores, etc.
En el Código Penal de países como España (art. 173.2.) se conoce por violencia familiar los maltratos que se efectúan entre los integrantes de la unidad familiar nuclear, donde entre la víctima y el agresor existen vínculos: genéticos, legal, de convivencia, de dependencia económica y/o afectiva.
No se incluiría, por tanto, en esta definición la violencia ocasional sin antecedentes y que no se repite. Esto excluye, de manera casi generalizada, el parricidio, que presenta características particulares que lo distinguen y que, a menudo, constituye un episodio único, sin que se registren antecedentes.
Se excluyen, también, la agresión sexual a los padres y los asaltos premeditados con armas letales por considerarse de un perfil diferente, así como la violencia que aparece en un estado de disminución importante de la consciencia (autismo o discapacidad intelectual grave) y que no se repite cuando este estado remite: violencia en el curso de intoxicaciones, de trastornos mentales orgánicos, de trastornos del curso o contenido del pensamiento, etc.

### Violencia contra el adolescente
En la edad adolescente se dan situaciones referidas a los cambios tanto biológicos, psicológicos y sociales. Donde se incluyen miedos, injusticias, discriminación, violencia, temor al futuro, toma de decisiones, falta de entusiasmo, entre otros aspectos.
Cuando se empieza a desdibujar la identidad de la familia, sus miembros actúan de modo descoordinado, hay una distorsión de la comunicación, los valores y creencias son cuestionados. La familia empieza a funcionar con predominio de desorden y comienza a haber situaciones que exceden su límite de tolerancia. Los integrantes de la familia han entrado en lo que comúnmente se denomina una "crisis", esta crisis se va a caracterizar por estados de confusión, desorganización y caos.
Dado que la presencia de conflictos en las relaciones interpersonales es inevitable, en lo que nos tenemos que detener es en el método utilizado para su resolución. No es difícil diferenciar el conflicto resuelto mediante la puesta en juego de conocimientos, aptitudes y habilidades comunicativas, y otro que se resuelve mediante el ejercicio de poder y de autoridad.
La agresividad da cuenta de la capacidad humana para oponer resistencia, incluye aspectos fisiológicos, conductuales y vivenciales.
La agresión puede adoptar diferentes formas, motoras, verbales, gestuales, posturales, etc.
El maltrato juvenil es cualquier acción u omisión, no accidental que provoque un daño físico o psicológico a un adolescente por parte de sus padres o cuidadores.
Hay diferentes tipos de maltrato juvenil, como: físico (lesiones), sexual (Se podría definir al abuso sexual como el tipo de contacto sexual por parte de un adulto o tutor, con el objetivo de lograr excitación y/o gratificación sexual.), abandono y abuso emocional (hostilidad verbal como insultos, burlas, desprecio, críticas o amenazas de abandono), ser testigo de violencia (Estos presentan trastornos muy similares a los que caracterizan a quienes son víctimas de abuso).

## Datos estadísticos

### Violencia doméstica contra la mujer

#### España

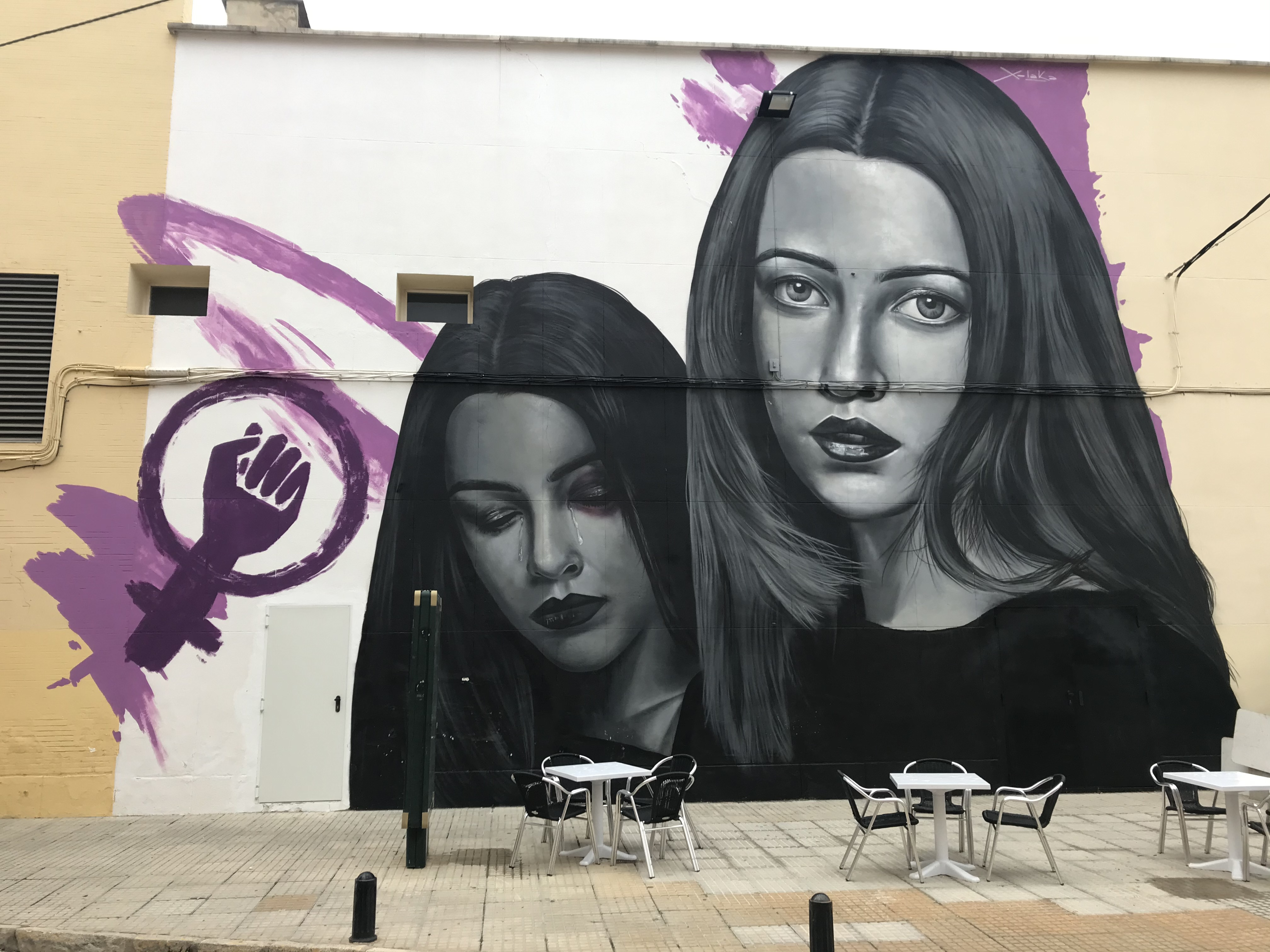
Mural contra la violencia doméstica en Pego (Valencia, España)

Según una encuesta realizada por la Agencia de los Derechos Fundamentales de la UE en 2014, España se encuentra entre los países europeos con menor porcentaje de mujeres que han experimentado violencia sexual o física (un 13%) por su actual o anterior pareja. No obstante, el dato señalado está en línea con otros resultados que muestra la situación de las mujeres a nivel internacional.
También hay que destacar que muchas mujeres que han sido maltratadas por su pareja no llegan a denunciar por miedo,por temor a no ser creidas durante el proceso judicial, falta de protección, por vulnerabilidad social y económica y por temor a perder la custodia de sus hijos. 

##### Observatorio contra la Violencia Doméstica y de Género - CGPJ
El Observatorio contra la Violencia Doméstica y de Género publica una memoria trimestral.
A continuación se muestra una tabla con el número de muertes totales a final de año. En 2005 entró en vigor la Ley Orgánica de Medidas de Protección Integral contra la Violencia de Género .
Los datos entre 2002 y 2015 han sido actualizados según el «Informe sobre víctimas mortales de la Violencia de Género y de la Violencia Doméstica en el ámbito de la pareja o ex pareja en 2015», del CGPJ.

#### México
Según los datos del Instituto Nacional de Estadística y Geografía (INEGI), el aumento de violencia familiar es de  un 5.3% desde el 2019 y el 2020. La violencia familiar surge principalmente por personas sin parentesco, después se encuentra por el esposo, pareja sentimental, exparejas y por último otro familiar. 
La mayor parte del tiempo no se tiende a  hacer una denuncia por miedo a las represalias que puedan afrontar, sin embargo, en el año 2021 se recibieron cerca de 115 llamadas por hora al 911, por algún tipo de violencia. 

## Implicación social constructiva de la violencia familiar
La violencia, en la mayoría de los casos, ha llegado a ser parte de la vida cotidiana de muchas personas a las cuales afecta en gran manera su comportamiento y el desarrollo de diversas actividades que deseen ejercer. Es decir, la violencia también es una conducta aprendida. La violencia puede manifestarse en cualquier ámbito social como el cultural, político, económico y el ámbito social doméstico.
La violencia familiar tiene como base la cultura (el medio donde se desarrolla esta situación) y que incluso, engloba a los medios de comunicación. Este régimen de ideas apoya ciertas justificaciones a las acciones clasificadas como violencia intrafamiliar por el uso de estereotipos a los miembros de la familia. Durante la década de los setenta se desarrollaron varias teorías sobre los posibles principios del abuso de la mujer por su marido o pareja masculino. Una de ellas es a base del pensar feminista que postula que la sociedad es patriarcal y que se acepta el uso de la violencia para mantener dominación masculina. Según esta teoría el hombre utiliza la violencia para subordinar a las mujeres porque las mujeres le temen a la violencia. Otra teoría refleja que los hombres causan daño a su pareja reportan sentimientos de impotencia respecto a su pareja. De acuerdo con el estudio de Lenore Walker (1984), esta teoría trata de reconciliar la teoría feminista con la teoría de acondicionamiento social.
Un miembro de la familia que es oprimido u omitido intencionalmente con el fin de someterlo a fuerzas vía lo físico, lo psicológico o sexualmente, esta en una relación abusiva. La relación abusiva usualmente es entre parejas sentimentales, o de otros modos cónyuges, y es razón principiante de los problemas en salud pública.
El abuso psicológico es el más amplio de todas las violencias por porque pueden incluir abusos de tipo sexual y físico causando trauma a la víctima. Este tipo de abuso es visto como manipulación entre la pareja. Mujeres señalan que el abuso verbal, incluyendo la coerción, el aislamiento, la privación, las amenazas, la humillación y la frialdad afectiva, son incluso peor que el abuso físico. Mientras que el abuso físico es episódico, el psicológico es progresivo y se mantienen por plazo largo.
La mujer maltratada es aquella mujer que permanece en una relación donde su pareja la agrede sistemáticamente. El ciclo de la violencia tiene tres etapas sucesivas primordiales. En la primera etapa se incrementa la tensión y la víctima intenta progresivamente tratar agradar al abusador para que suceda la violencia. Si la violencia sigue este ciclo, la víctima puede enfrentarse con la pareja porque ha visto que la violencia es inevitable. Al hacer esto la tensión cada vez se vuelve mayor. La segunda etapa es donde se inicia la violencia de cualquier forma y siempre es dolorosa. Finalizando el ciclo, el abusador pide perdón a su pareja, por el remordimiento y probablemente dice que jamás sucederá por la realización de un comportamiento positivo. La persona afectada puede sentirse recompensada y lo perdona, creyendo que no va a suceder la violencia de nuevo.
Cualquier persona sana piensa que la mejor decisión sería abandonar la relación ya que hay amenaza de violencia, pero no se descarta tan ligeramente. Cinco razones por cual la terminación de la relación es cuidadosa son las siguientes. La víctima teme por su seguridad personal u otros miembros de la familia tanto como el capital económico y de vivienda del mismo. Otra razón por cual no se deshecha la relación, es la esperanza de cambio en el perpetrador. Creencias personales que la víctima no está dispuesta a cambiar. Una de las razones más persuasivas, algunas veces, es la misma familia quien dice que no terminen la relación.
La presión de vida en general a veces no deja que uno tome la decisión correcta.
En cuanto a la respuesta o solución de este fenómeno social, debe empezar con la comprensión de lo que es la ley concreta y sus consecuencias. Por ejemplo, La ley número 54 del año 1989, Ley para prevención e intervención con la violencia doméstica en Puerto Rico; describe en su tercer capítulo la conducta Delictiva, Penalidades y otras Medidas.
Hay gestiones constructivas en el plan de solucionar este problema según la Organización Panamericana de Salud. Dentro del significado violencia familiar expone que este es formado de relaciones subjetivas entre las personas. Con base a esto se han elaborado nuevos modelos de gestión cuales enfoques son las relaciones familiares. Una de ellas es el brindar atención integral a la persona y su familia, donde prevención y la seguridad sean los ejes articuladores de la gestión y de la intervención. Otro modelo de gestión sería concentrarse en la educación social de la comunidad a fin de lograr la cultura de la no violencia y promocionar comportamiento familiar unido.

## Un enfoque psicoanalítico sobre la violencia intrafamiliar
Un enfoque psicoanalítico te ofrece una perspectiva que es centrada en la simbolización de los actos agresivos que presenta todo ser humano, la posición de la víctima y la responsabilidad subjetiva de los personajes que forman parte de la violencia doméstica.  La violencia intrafamiliar se considera como una epidemia que golpea a los hogares en un ámbito mundial.
El psicoanálisis explica que en todo ser humano existen desde la infancia tendencias e impulsos agresivos que deben ser liberados. Esto sostiene que la agresividad y violencia no son exclusivas de personas jóvenes o adultas, clase social alta o baja, familia con cultura determinada y educación. Enseñan que la violencia doméstica muestra dificultad para trasmitir la agresividad de una forma civilizada. Los psicoanalíticos han mostrado que en la infancia las personas experimentan placer cuando liberan su agresividad, pero con el curso del desarrollo la educación recibida en casa y el colegio hace que agresión se impide la satisfacción de agresividad por medio del castigo.

«desde el psicoanálisis se explica que estas indeseadas situaciones de violencia están presentes en toda familia, pues en todo ser humano existen desde la temprana infancia tendencias e impulsos agresivos que surgen en la relación con el semejante y que deben ser descargados, pues la imposibilidad de descargar estos impulsos genera displacer».
 (Aramburo, 2010, p. 5)

## Guía para la valoración de la violencia (VRAG)
Existen ciertas pruebas que pueden indicarnos si un sujeto es violento o si puede cometer con alta probabilidad hechos violentos en un futuro, como la guía para la valoración de la violencia, desarrollada en 1994 por los psicólogos Cristopher Webster, Grant T. Harris, Rice, Cormier y Vernon L. Quinsey. 
La prueba de evaluación inicialmente constaba de dos partes, un componente actuarial y tras este un esquema clínico compuesto de 10 ítems que incluía factores de riesgo dinámicos, pero más tarde los propios autores lo eliminaron. Actualmente la VRAG estudia y mide diferentes variables en los sujetos, está compuesto de 12 ítems y algunos son: puntuación en el PCL-R, desajuste escolar temprano, edad cuando se cometió el primer delito, diagnóstico de algún trastorno… etc. Una vez finalizada la prueba se miden esas variables en una tabla, y según los resultados obtenidos se asigna al sujeto en alguno de los 9 niveles de riesgo.
Este examen nos sirve para determinar el grado de riesgo y peligrosidad de un sujeto, así, por ejemplo, si se encuentra situado en alguno de los niveles superiores se podrá abordar algún plan de prevención para conseguir reducir al máximo el riesgo.

## Propuestas para evitar la violencia intrafamiliar
La violencia en el hogar se consideraba como un asunto privado, pero hoy en día es considerado un problema de salud pública y de derechos humanos.
La violencia en el hogar no solo afecta a los cónyuges  sino también a los hijos de las mujeres maltratadas, pues los varones al ver estas actitudes desde el hogar en un futuro pueden llegar a convertirse en maltratadores ya que pueden llegar a pensar que si el padre lo hacía porque ellos no pueden hacerlo, en el caso de las mujeres pueden llegar a casarse pero pueden llegar a convertirse en víctimas sumisas de su pareja. El carácter de un niño se define a los 7 años pero en el transcurso de la formación ellos aprenden de mamá y papá, ponen en práctica lo bueno y lo malo que ven en sus hogares y si los hijos no ven conductas agradables de sus padres ellos aun así lo hacen pensando que no hacen mal porque papá y mamá lo hacen, pero estas malas actitudes  ya quedaron en la mente del niño y se convierten en un trauma. La violencia del hogar se hace notar en los niños ya que el desempeño no es igual.  Es notable cuando   un niño tiene problemas en el hogar ya que se mantiene alejado de cualquier actividad, no tiene amigos, no le gusta que se le acerquen, agresividad y  constantes pesadillas; pero estas son solo consecuencias de la violencia en el hogar. Hoy en día existen  asociaciones contra la violencia en el hogar las cuales proponen lo siguiente:
- Si en la relación antes del matrimonio se ven actos violentos es mejor hablarlo y tratar de cambiarlo.
- Establecer límites en el matrimonio cuando empiezan a haber gritos, ya que los actos violentos empiezan por la falta de comunicación en la pareja.
- Cuando se dé un problema tratar la forma de calmarse ya  que hay niños de por medio.
- Saber que cada decisión que tomemos va a afectar de buena o mala forma a los niños.
- Si ya se llegó a  un extremo en el que la violencia ya no solo es verbal sino física acudir a un centro de consejería para los afectados.

- Denunciar cualquier abuso hacia un miembro de la familia.

Ante esto, resulta fundamental llamar la atención sobre esta circunstancia y resaltar el papel que juega el psicólogo forense en estas situaciones para favorecer el desarrollo positivo de los implicados y proporcionar a estas familias servicios preventivos o de intervención, adaptados a sus necesidades, permitiéndoles superar obstáculos a lo largo de su ciclo de vida.
Como serían la realización de peritajes sobre valoraciones psicológicas de las afectaciones físicas, psíquicas y sexuales de las víctimas, tanto mayores como menores de edad, para su presentación ante el tribunal.
Los psicólogos forenses estarán presentes como profesionales especializados que ofrecen una intervención psicológica a cualquier individuo o familia en cualquier momento de su vida. 

## Convenio del Consejo de Europa sobre prevención y lucha contra la violencia contra las mujeres y la violencia doméstica
El Convenio del Consejo de Europa sobre prevención y lucha contra la violencia contra las mujeres y la violencia doméstica (Convenio de Estambul) es el primer instrumento europeo jurídicamente vinculante destinado a prevenir y combatir la violencia contra las mujeres y la violencia doméstica en Europa.
En este convenio, violencia doméstica se define como "todos los actos de violencia física, sexual, psicológica o económica que se producen en la familia o en el hogar o entre cónyuges o parejas de hecho antiguos o actuales, independientemente de que el autor del delito comparta o haya compartido el mismo domicilio que la víctima".

## Regulación jurídica
Cada ordenamiento conserva su propia posición al respecto, sin embargo se establecen similitudes tomando como referencia el Derecho comparado, estableciéndose patrones y relaciones.
La Dogmática occidental considera de forma unánime que el término violencia se refiere tanto a violencia física como psicológica, considerándose igualmente tanto las lesiones físicas como las psicológicas.´

### Argentina
En Argentina, la Ley de protección integral para prevenir, sancionar y erradicar la violencia contra las mujeres en los ámbitos en que desarrollen sus relaciones interpersonales (Ley 26.485) (o Ley de Protección Integral a las Mujeres) de 2009 es la legislación pertinente.
La norma establece en sus artículo 5 los distintos tipos de violencia:

- Física: La que se emplea contra el cuerpo de la mujer produciendo dolor, daño o riesgo de producirlo y cualquier otra forma de maltrato agresión que afecte su integridad física.

- Psicológica: La que causa daño emocional y disminución de la autoestima o perjudica y perturba el pleno desarrollo personal o que busca degradar o controlar sus acciones, comportamientos, creencias y decisiones, mediante amenaza, acoso, hostigamiento, restricción, humillación, deshonra, descrédito, manipulación aislamiento. Incluye también la culpabilización, vigilancia constante, exigencia de obediencia sumisión, coerción verbal, persecución, insulto, indiferencia, abandono, celos excesivos, chantaje, ridiculización, explotación y limitación del derecho de circulación o cualquier otro medio que cause perjuicio a su salud psicológica y a la autodeterminación.

- Sexual: Cualquier acción que implique la vulneración en todas sus formas, con o sin acceso genital, del derecho de la mujer de decidir voluntariamente acerca de su vida sexual o reproductiva a través de amenazas, coerción, uso de la fuerza o intimidación, incluyendo la violación dentro del matrimonio o de otras relaciones vinculares o de parentesco, exista o no convivencia, así como la prostitución forzada, explotación, esclavitud, acoso, abuso sexual y trata de mujeres.

- Económica y patrimonial: La que se dirige a ocasionar un menoscabo en los recursos económicos o patrimoniales de la mujer, a través de:

a) La perturbación de la posesión, tenencia o propiedad de sus bienes;
b) La pérdida, sustracción, destrucción, retención o distracción indebida de objetos, instrumentos de trabajo, documentos personales, bienes, valores y derechos patrimoniales;
c) La limitación de los recursos económicos destinados a satisfacer sus necesidades o privación de los medios indispensables para vivir una vida digna;
d) La limitación o control de sus ingresos, así como la percepción de un salario menor por igual tarea, dentro de un mismo lugar de trabajo.
- Simbólica: La que a través de patrones estereotipados, mensajes, valores, íconos o signos transmita y reproduzca dominación, desigualdad y discriminación en las relaciones sociales, naturalizando la subordinación de la mujer en la sociedad.

A su vez, en el artículo 6 se establecen las modalidades, que refiere a las formas en que se pueden manifestar los distintos tipos de violencia. 

- Violencia doméstica contra las mujeres: aquella ejercida contra las mujeres por un integrante del grupo familiar, independientemente del espacio físico donde ésta ocurra, que dañe la dignidad, el bienestar, la integridad física, psicológica, sexual, económica o patrimonial, la libertad, comprendiendo la libertad reproductiva y el derecho al pleno desarrollo de las mujeres. Se entiende por grupo familiar el originado en el parentesco sea por consanguinidad o por afinidad, el matrimonio, las uniones de hecho y las parejas o noviazgos. Incluye las relaciones vigentes o finalizadas, no siendo requisito la convivencia;

- Violencia institucional contra las mujeres: aquella realizada por las/los funcionarias/os, profesionales, personal y agentes pertenecientes a cualquier órgano, ente o institución pública, que tenga como fin retardar, obstaculizar o impedir que las mujeres tengan acceso a las políticas públicas y ejerzan los derechos previstos en esta ley. Quedan comprendidas, además, las que se ejercen en los partidos políticos, sindicatos, organizaciones empresariales, deportivas y de la sociedad civil;

- Violencia laboral contra las mujeres: aquella que discrimina a las mujeres en los ámbitos de trabajo públicos o privados y que obstaculiza su acceso al empleo, contratación, ascenso, estabilidad o permanencia en el mismo, exigiendo requisitos sobre estado civil, maternidad, edad, apariencia física o la realización de test de embarazo. Constituye también violencia contra las mujeres en el ámbito laboral quebrantar el derecho de igual remuneración por igual tarea o función. Asimismo, incluye el hostigamiento psicológico en forma sistemática sobre una determinada trabajadora con el fin de lograr su exclusión laboral;

- Violencia contra la libertad reproductiva: aquella que vulnere el derecho de las mujeres a decidir libre y responsablemente el número de embarazos o el intervalo entre los nacimientos, de conformidad con la Ley 25.673 de Creación del Programa Nacional de Salud Sexual y Procreación Responsable;

- Violencia obstétrica: aquella que ejerce el personal de salud sobre el cuerpo y los procesos reproductivos de las mujeres, expresada en un trato deshumanizado, un abuso de medicalización y patologización de los procesos naturales, de conformidad con la Ley 25.929.

- Violencia mediática contra las mujeres: aquella publicación o difusión de mensajes e imágenes estereotipados a través de cualquier medio masivo de comunicación, que de manera directa o indirecta promueva la explotación de mujeres o sus imágenes, injurie, difame, discrimine, deshonre, humille o atente contra la dignidad de las mujeres, como así también la utilización de mujeres, adolescentes y niñas en mensajes e imágenes pornográficas, legitimando la desigualdad de trato o construya patrones socioculturales reproductores de la desigualdad o generadores de violencia contra las mujeres.

### México
El 80% de las mujeres en México han sufrido violencia doméstica. Ante la creciente ola de violencia familiar han surgido gran cantidad de campañas en contra de esta. En el Estado de Oaxaca existe la Campaña contra la Violencia Intrafamiliar. Las actividades están bajo la responsabilidad de la Coordinación General para el Desarrollo de la Mujer Oaxaqueña. Hasta la fecha y a través de 10 talleres de sensibilización, se han sumado a la Campaña 40 dependencias de gobierno, 9 organizaciones no gubernamentales, 10 instituciones educativas y representantes de medios masivos de comunicación (prensa, radio y televisión).
En 2014, el sistema DIF del estado de Puebla atendió a 314 menores de edad víctimas de violencia y maltrato. De acuerdo con información que el DIF estatal entregó a través de una la solicitud de información folio 00070415, de las víctimas menores de edad atendidas 154 son niñas y 160 niños. En total, el DIF poblano, atendió a 384 víctimas de violencia familiar en 2014, lo que significa que 81,7% de las víctimas auxiliadas son menores de edad, mientras que las mujeres adultas son el segundo grupo poblacional que más atendió el DIF por violencia familiar.
En México, la Ley General de Acceso de las Mujeres a una Vida Libre de Violencia de 1 de febrero de 2007 tipifica los siguientes tipos de violencia:
- Violencia psicológica. Cualquier acto u omisión que dañe la estabilidad psicológica, que puede consistir en: negligencia, abandono, descuido reiterado, celotipia, insultos, humillaciones, devaluación, marginación, indiferencia, infidelidad, comparaciones destructivas, rechazo, restricción a la autodeterminación y amenazas, las cuales conllevan a la víctima a la depresión, al aislamiento, a la devaluación de su autoestima e incluso al suicidio.
- Violencia física. Cualquier acto que inflige daño no accidental, es decir provocado o incluso premeditado, usando la fuerza física algún tipo de arma, inclusive con las mismas extremidades u objeto que pueda provocar o no lesiones ya sean internas, externas, o ambas. En cuanto a la violencia física, el Estado de México tiene el porcentaje más alto de mujeres afectadas, con 15.5%, mientras que Sinaloa tiene 9,7%. La tasa nacional fue de 13,5%.
- Violencia patrimonial. Cualquier acto u omisión que afecta la supervivencia de la víctima. Se manifiesta en: la transformación, sustracción, destrucción, retención o distracción de objetos, documentos personales, bienes y valores, derechos patrimoniales o recursos económicos destinados a satisfacer sus necesidades y puede abarcar los daños a los bienes comunes o propios de la víctima.
- Violencia económica. Cualquier acción u omisión del Agresor que afecta la supervivencia económica de la víctima. Se manifiesta a través de limitaciones encaminadas a controlar el ingreso de sus percepciones económicas, como impedirle laborar o exigir el salario.
- Violencia sexual. Cualquier acto que degrada o daña el cuerpo y/o la sexualidad de la Víctima y que por tanto atenta contra su libertad, dignidad e integridad física. Es una expresión de abuso de poder que implica la supremacía de un integrante de la pareja sobre el otro, al denigrarlo y concebirlo como objeto.
- Cualquier otra forma análoga que lesione o sea susceptible de dañar la dignidad, integridad o libertad.

La afectación de los derechos, la libertad, la dignidad, la seguridad y la intimidad de las mujeres se recrudeció en el Estado de México, donde 56,9% de las mujeres padece algún tipo de violencia por parte de su pareja. En contraste, la entidad con menor tasa de violencia es Chiapas, con 29,8%.
El cuidado integral familiar en Puebla, es imperativo promover espacios donde se promueva la conciencia y amor propio, Puebla es un estado que le ha apostado a la integración familiar y protección de sectores vulnerables, como las mascotas, y con este presedente, podemos seguir avanzando para crear los espacios suficientes para promover el cuidado tanto de la salud física como mental.

### España

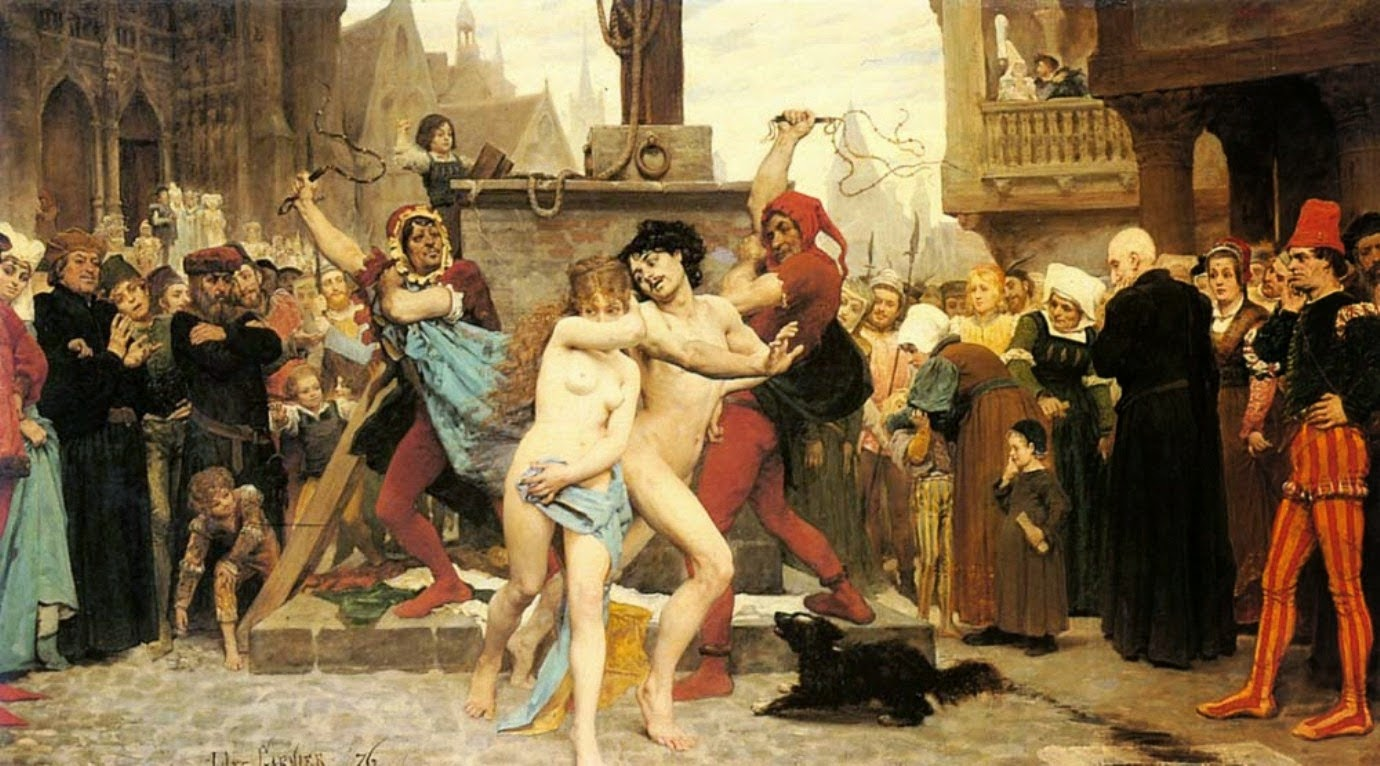
Jules Arsène Garnier, Le supplice des adultères, una escena de castigo por adulterio.Tradicionalmente las penas al marido por matar a cualquiera de los dos adúlteros eran inexistentes o notablemente menores.

En 1962 se contemplaba la pena de destierro y no de cárcel al marido que, sorprendiendo en adulterio a su mujer, matare o causara lesiones graves a alguno de los adúlteros, pero nunca hubo precepto similar para la mujer que sorprendiera a su marido en análogas circunstancias.
Esta tendencia continua castigándose a la adúltera con penas de hasta seis años de cárcel pero castigando al marido solo cuando tuviere manceba dentro de la casa conyugal o notoriamente fuera de ella. Estas cláusulas eran extensibles a las hijas menores de veintitrés años y a su «corruptor». Todo ello fomentaba el concepto de pater familias tradicional donde la mujer y los hijos pasaban a depender totalmente del cabeza de familia de tal forma que este no solo asumía sus respectivos derechos de propiedad sin que también podía tomar medidas en otros aspectos como el derecho a la vida de los mismos, aspecto de la figura que fue ejemplificado por los medios de comunicación durante la Transición bajo la expresión «la maté porque era mía».
En 1979 quedan derogadas todos los preceptos de esta índole. Pero no es hasta 1989 cuando se considera legislativamente los malos tratos en el ámbito familiar.

#### Desde la Ley Orgánica 1/2004 de Medidas de Protección Integral contra la Violencia de Género
Para poder comunicar los casos de violencia de género, se habilita un teléfono de ayuda a la mujer agredida, el 016, es gratis y puede atender en 51 idiomas. Este número no aparece en la factura del teléfono para evitar que el maltratador descubra que su pareja ha llamado allí, pero, dependiendo del caso, puede aparecer en otros registros, por lo que se recomienda hacer este tipo de llamadas desde un teléfono público o pedirle su teléfono a alguien para realizarlas.
También es posible avisar de casos de violencia de género en la Web de Colaboración Ciudadana por cualquier persona, y aportando sólo los datos que uno desee, pues no tienen carácter de denuncias.
La Ley Integral contra la Violencia de Género de 2004 establecía que para recibir ayuda, las mujeres debían hacer una denuncia y acreditar su situación ante jueces o policías.El Pacto de Estado contra la Violencia de Género (2017) permitió atender a víctimas aunque no hubiesen denunciado a su agresor. Desde el 3 de abril de 2019 cualquier víctima que no haya denunciado pero que tenga un documento de los servicios sociales que acredite la situación de violencia, puede acceder a las ayudas.   

### Estados Unidos
En California, la violencia doméstica puede ser un delito grave o un delito menor. El fiscal decidirá qué cargo usar dependiendo de las circunstancias del caso y los antecedentes penales del perpetrador. Si las lesiones de la víctima son leves, como moretones o rasguños, y el autor no tiene un registro previo, entonces probablemente será acusado de un delito menor. Si las lesiones son graves o si se considera que hubo una "gran lesión corporal" según lo define el estado de California, o si el autor tiene antecedentes penales, es probable que se le acuse como delito grave. El cargo por delito menor, que es el más común, es el de batería doméstica, CA Penal Code 243 (e) (1), mientras que el delito más raro es el CA Penal Code 273.5, lesiones corporales en un cónyuge.

### Perú
En Perú existen varias leyes y una de ella es la ley N.º 30364 para prevenir, sancionar y erradicar la violencia contra las mujeres y los integrantes del grupo familiar. Esta norma es promovida por el estado peruano especialmente si la persona es vulnerada por su edad o situación física como las niñas, niños, adolescentes, personas adultas mayores y personas con discapacidad. Establece mecanismos, medidas y políticas integrales de prevención, atención y protección de las víctimas así como reparación del daño causado; y dispone la persecución, sanción y reeducación de los agresores sentenciados con el fin de garantizar a las mujeres y al grupo familiar una vida libre de violencia asegurando el ejercicio pleno de sus derechos.
El Ministerio de la Mujer y Poblaciones Vulnerables ha creado un centro de ayuda para las mujeres, el Observatorio Nacional de la violencia contra la mujer y el Grupo Familiar, que se encarga de recibir la denuncia y brindar protección a la mujer violentada y a los hijos si es que existen. También brindan asesoría legal y psicológica.[cita requerida]

## Otros enfoques
En una recopilación publicada en 2009, Javier Álvarez Deca presenta los resultados de 230 estudios internacionales sobre violencia en la pareja, realizados durante los últimos 30 años en 24 países. Todos esos estudios cumplen el requisito indispensable de evaluar los comportamientos de ambos miembros de la pareja heterosexual. Según las conclusiones de esa publicación, la violencia física es ejercida en proporciones similares por hombres y mujeres, e iniciada con mayor frecuencia por las segundas. El mismo autor ha elaborado una recopilación de 58 estudios sobre violencia en la pareja, publicados todos ellos en 2009, cuyos resultados coinciden con los de su recopilación anterior. Por último, en 2014, J. Álvarez Deca ha publicado una monografía en la que se presentan las conclusiones de 500 estudios sobre violencia en la pareja, que apoyarían sus conclusiones. Se refleja un desfase entre los resultados de los trabajos de Javier Álvarez Deca, que defenderían la bidireccionalidad de la violencia en la pareja, y las políticas vigentes.